# لن کارلوس
لن کارلوس (انگلیسی: Len Carlson؛ ۲ سپتامبر ۱۹۳۷ – ۲۶ ژانویهٔ ۲۰۰۶ (۶۸ سال)) یک صدا پیشه اهل کانادا بود. 